# Бридлична
Бридлична (чеш. Břidličná) град је у Чешкој Републици. Град се налази у управној јединици Моравско-Шлески крај, у оквиру којег припада округу Брунтал.

## Становништво
Према подацима о броју становника из 2014. године град је имао 3.391 становника.